# Il lupo e il leone
Il lupo e il leone (Le loup et le lion) è un film del 2021 diretto da Gilles de Maistre.

## Trama
Dopo la morte del nonno, Alma torna nei boschi canadesi dove ha trascorso la sua infanzia. Qui trova la lupa a cui suo nonno era solito dare ospitalità. Durante un temporale Alma trova un cucciolo di leone, mentre la lupa dà alla luce il suo piccolo. Il cucciolo di leone e il cucciolo di lupo diventano inseparabili. Ma quando la lupa scompare, Alma cercherà in tutti i modi di occuparsi del leoncino e del lupacchiotto.

## Distribuzione
Il film è stato distribuito nelle sale cinematografiche italiane a partire dal 20 gennaio 2022.